# آغدا مونتيليوس
آغدا جورجينا دوروثيا ألكسندرا مونتيليوس نيوتكوريولد (بالسويدية: Agda Montelius)‏ (23 أبريل 1850 في كوبينغ - 27 أكتوبر 1920) كانت سويدية محبة للأعمال الخيرية وداعمة للحركة النسوية. كانت شخصية بارزة في الأعمال الخيرية السويدية، ومن المدافعين عن حق المرأة في التصويت، ورئيسة جمعية فريديكا بريمر من عام 1903 إلى عام 1920.

## السيرة الذاتية
كانت مونتيليوس ابنة وزير الدفاع الحكومي والفريق ألكسندر روترسكيولد وآنا شينستروم. تعلمت في مدرسة البنات الفخمة هامارستيدسكا فليكسكولان في ستوكهولم. وُصفت بأنها صغيرة، هادئة، لطيفة ومراعية للمشاعر، مطيعة، ودائمة الانشغال بمشاريعها. كان بصرها ضعيفًا وأصبحت في النهاية عمياء في عين واحدة. كانت معتقداتها الشخصية بسيطة وصارمة. كانت مونتيليوس شخصية محورية ومثلًا أعلى بين نساء الطبقة المتوسطة العليا في ستوكهولم. أشركتها ليديا والستروم عدة مرات كمراقبة امتحان لطلاب مدرسة البنات ألينسكا سكولان.

## العمل الخيري
كانت آغدا مونتيليوس شخصية رائدة في الأعمال الخيرية السويدية في أوائل القرن العشرين. كان مبدؤها مساعدة الناس على مساعدة أنفسهم.
كانت عضوًا في الجمعية (1885-1901) ورئيسة (1900-1901) للجمعية الأدبية إدون الجديدة، وجمعية حماية ماريا، والمؤسسة المشاركة ورئيسة جمعية المنظمات الخيرية في الأعوام 1889-1911، والمديرة الإدارية للجنة المركزية لجمعية المنظمات الخيرية في الأعوام 1911-1920. كانت عضوًا في اللجنة المركزية في (جمعية تشجيع الرعاية اللائقة للأمومة في 1901-1920، والمؤسسة المشاركة وعضو في لجنة الخدمة الاجتماعية في الأعوام 1903-1909 والجمعية السويدية لرعاية الفقراء في الأعوام 1909-1920.

## نشاطها في دعم حقوق المرأة
انخرطت أيضًا في الأعمال الداعمة لحقوق المرأة من خلال أعمالها الخيرية. كانت من مؤيدي حركة نسوية الاختلاف، وآمنت بضرورة أن تشارك المرأة في السياسة وتنظيم المجتمع وتشكيله بهدف حماية حقوق المرضى والضعفاء والمحتاجين وجعل المجتمع موطنًا للجميع.
في عام 1886، أصبحت آغدا مونتيليوس بشكل رسمي عضوًا في منظمة حقوق المرأة التابعة لصوفي أدليرسباري: جمعية فريدريكا بريمر (إف بي إف). قبل عامين من ذلك، كانت من المشاركين في تأسسيسها. رسميًا، كان يرأس إف بي إف هانس هيلدبراند لأن أدليرسباري اعتقدت أنه من الضروري للمجتمع أن يرأسه ذكر ليُؤخذ على محمل الجد. لكن في الواقع، عملت أدليرسباري كرئيسة لها، وعند وفاتها في عام 1895، خلفتها آغدا مونتيليوس. دُعيت مونتيليوس في البداية نائب الرئيس، لكن في عام 1903، أصبحت رئيسة بشكل رسمي، وكانت أول رئيسة أنثى في إف بي إف.
كان الهدف من إف بي إف هو العمل من أجل حقوق المرأة، لكن في السابق، لم تنجح حركة حق المرأة في التصويت. في عام 1899، قدم مندوب من إف بي إف اقتراحًا بشأن حق المرأة في التصويت لرئيس الوزراء إريك غوستاف بوستروم. ترأست مونتيليوس الوفد، برفقة جيرترود أديلبورغ، التي كتبت الطلب. كانت هذه المرة الأولى التي تقدم فيها الحركة النسائية السويدية نفسها طلبًا رسميًا للحصول على حق التصويت.
في عام 1902، تأسست الرابطة الوطنية السويدية لحق المرأة في التصويت (إل كاي بي آر)، لم تصبح مونتيليوس أبدًا عضوًا رسميًا في إل كاي بي آر، ربما بسبب رئاستها لجمعية إف بي إف، لكنها كانت ناشطة بشكل غير رسمي في إل كاي بيآر. أدت العديد من المهام ل إل كاي بي آر، وجعلت جميع موارد وأعضاء إف بي إف متاحة للخدمة في إل كاي بي آر، وجعلت صحيفة إف بي إف، داغني، الجهاز الرسمي المتحدث في إل كاي بي آر حتى عام 1911. في عام 1911، عندما تخلت إل كاي بي آر عن حيادها السياسي بقرارها بمقاطعة الأحزاب السياسية التي تعارض حق المرأة في التصويت، توقفت عن استخدام صحيفة داغني التابعة ل إف بي إف كصحيفة في إل كاي بي آر.
كانت مستشارة في اللجنة الحكومية لإصلاح قانون حقوق الزواج في عام 1912، ما أدى في النهاية (في عام 1920) إلى منح الزوج والزوجة حقوقًا متساوية ضمن إطار الزواج.

## نشاطها في السلام
كانت آغدا مونتيليوس ناشطة أيضًا في حركة السلام، التي تعاونت فيها إف بي إف مرة أخرى مع إل كاي بي آر. خلال الحرب العالمية الأولى، تبنت إل كاي بي آر مبادرة منظمة السلام التي شكلتها نساء الدول المحايدة بهدف الضغط على الحكومات المحايدة لتعمل كوسيط بين الأحزاب المتحاربة. تشكلت حركة السلام من إل كاي بي آر مع أعضاء من إف بي إف وجمعية الشبان المسيحيين، ومنظمات المرأة الديمقراطية الاجتماعية وغيرها، مع آنا وايتلوك وإميليا برومه وكيرستين هيسيلغرن كأعضاء بارزين. كانت مظاهرة السلام الكبرى لتحدث في 19 فبراير عام 1915 بتنظيم النساء السويديات وبدعم ومشاركة نساء من الدنمارك والنرويج. لكن في 18 فبراير، استُدعيت آغدا مونتيليوس للقاء الملكة فيكتوريا من بادن، التي أمرت بوقف «المطالبات السخيفة للنساء» بمشاركتهن في السياسة. تدخل ملك السويد غوستاف الخامس وقال إنه يحق للمرأة بالطبع تقديم مطالب للحكومة، لكن الوضع الحالي يجعل الأمر صعبًا. أحال الملك الأمر إلى وزير الخارجية، كنوت والينبرغ، الذي حذرهم من أن مثل هذا الإجراء قد يضر بحيادية السويد. لذلك توقف الإجراء في السويد والنرويج وكذلك في الدنمارك. ومع ذلك، أرسلت حركة السلام السويدية 16 مندوب إلى المؤتمر الدولي للمرأة في مدينة لاهاي في أبريل عام 1915.

## حياتها الشخصية
في 20 سبتمبر عام 1871، تزوجت عالم الآثار السويدي والأستاذ أوسكار مونتيليوس (1843-1921). حصلت على الميدالية الملكية السويدية إليس كووروم (للأعمال المستحقة) في عام 1910.